# Sósszentmárton
Sósszentmárton (Gligorești) település Romániában, Kolozs megyében.

## Fekvése
Kolozs megyében, Tordától délkeletre, az Aranyos-patak mellett,  Aranyosgerend déli szomszédjában fekvő település.

## Története
Sósszentmárton (Sószentmárton) nevét az oklevelek 1332-ben már említették Aranyos de Sancto Martino néven.
1339-ben villa Zenthmárton, 1362-ben Scenthmartun, 1552-ben Gerend Zenthmarthon, 1597-ben Gerend Zent Márton néven fordult elő neve.
Templomát Szent Márton tiszteletére szentelték, erről kapta a nevét a település is. Lakossága egykor katolikus volt, majd reformátussá lett.
Sószentmárton a XVII. században elpusztult, 1650-ben már csak puszta helyként (predium) volt jelölve.
A XVII. századtól görögkeleti lakosok telepedtek itt le.
Sószentmárton (Sósszentmárton) a trianoni békeszerződés előtt Torda-Aranyos vármegye Felviczi járásához tartozott.